# Jean Stapleton
Pour les articles homonymes, voir Stapleton.
Jean Stapleton (née Jeanne Murray le 19 janvier 1923 à Manhattan (New York), et morte dans la même ville le 31 mai 2013) est une actrice américaine.

## Biographie
Elle est principalement connue pour son interprétation d'Edith Baines-Bunker, l'épouse patiente et dévouée d'Archie Bunker (joué par Carroll O'Connor) et la mère de Gloria Bunker-Stivic (jouée par Sally Struthers), dans la série populaire des années 1970 All in the Family. On a également pu la voir dans la suite de All in the Family, intitulée Archie Bunker's Place (en), mais elle a quitté la série après une saison.
Les récompenses de Stapleton pour All in the Family incluent trois Emmy Awards et trois Golden Globes. On a proposé à Jean un rôle dans Charlie et la Chocolaterie, mais elle l'a refusé, car il coïncidait avec le tournage du pilote de All in the Family.
Elle commence sa carrière à New York dans American Gothic, une pièce Off Broadway. Elle joue également dans plusieurs comédies musicales de Broadway, comme Damn Yankees, Funny Girl, Bells Are Ringing et Juno (en). Stapleton joue également pour la télévision, notamment dans Klute, avec Jane Fonda et Donald Sutherland, dans la comédie loufoque Cold Turkey. Elle tient aussi un rôle récurrent dans la série Les deux font la paire, y jouant une espionne britannique. Stapleton joue dans le film de 1999 Vous avez un mess@ge une collègue de travail du personnage interprété par Meg Ryan.
Le mari de Stapleton, William H. Putch, avec lequel elle a eu deux enfants (John et Pamela) est mort en 1983. Il avait dirigé un théâtre en Pennsylvanie pendant trente ans. Stapleton y jouait de temps en temps.
En 2001, Stapleton n'a pas pu assister aux funérailles de Carroll O'Connor à cause d'un engagement au théâtre.
Jean Stapleton meurt à New York le 31 mai 2013, à l'âge de 90 ans,,.
Elle n'a pas de lien de parenté connu avec Maureen Stapleton. Elle a de la famille dans le show-business, dont sa cousine, l'actrice Betty Jane Watson (en).

## Filmographie partielle

### Cinéma
- 1958 : Cette satanée Lola (Damn Yankees!) de George Abbott et Stanley Donen
- 1960 : Un numéro du tonnerre (Bells Are Ringing), de Vincente Minnelli
- 1961 : Au bout de la nuit (Something Wild) de Jack Garfein
- 1967 : Escalier interdit (Up the Down staircase), de Robert Mulligan
- 1971 : Cold Turkey, de Norman Lear
- 1996 : Michael, de Nora Ephron
- 1998 : Vous avez un message (You've Got Mail), de Nora Ephron

### Télévision
- 1977 : Tail Gunner Joe de Jud Taylor (téléfilm) : Mrs. DeCamp
- 1986 : Poirot joue le jeu : Ariadne Oliver
- 2000 : Un intrus dans la famille (Baby), de Robert Allan Ackerman